# Nordlig spökuggla
Nordlig spökuggla (Ninox japonica) är en östasiatisk fågel i familjen ugglor inom ordningen ugglefåglar. Den häckar i låglänta beskogade områden i östra Asien. Vintertid flyttar den till Sydostasien. Beståndet anses vara livskraftigt. Tidigare kategoriserades den som en del av brun spökuggla.

## Utseende och läte
Nordlig spökuggla är en medelstor (29–33 cm), "utdragen" uggla med höklikt utseende. Olikt många andra ugglor saknar den både örontofsar och ett tydligt inramat ansikte. Det relativt lilla och rundade, gråbruna huvudet samt den långa bandade stjärten ger den ett karakteristiskt utseende. Näbben är gråsvart, de stora ögonen gulorange och benen bruna med gula tår.
Nominatformen (se nedan) är huvudsakligen mörkt chokladbrun på huvud och ovansida, undertill vitaktig med kraftiga längsgående bruna streck. Ovanför näbben och mellan ögonen syns en vit fläck. Den är även vit på undergump och på hakan. Populationen på Ryukyuöarna är ännu mörkare, med mörkare ansikte och ännu kraftigare streckad undersida.

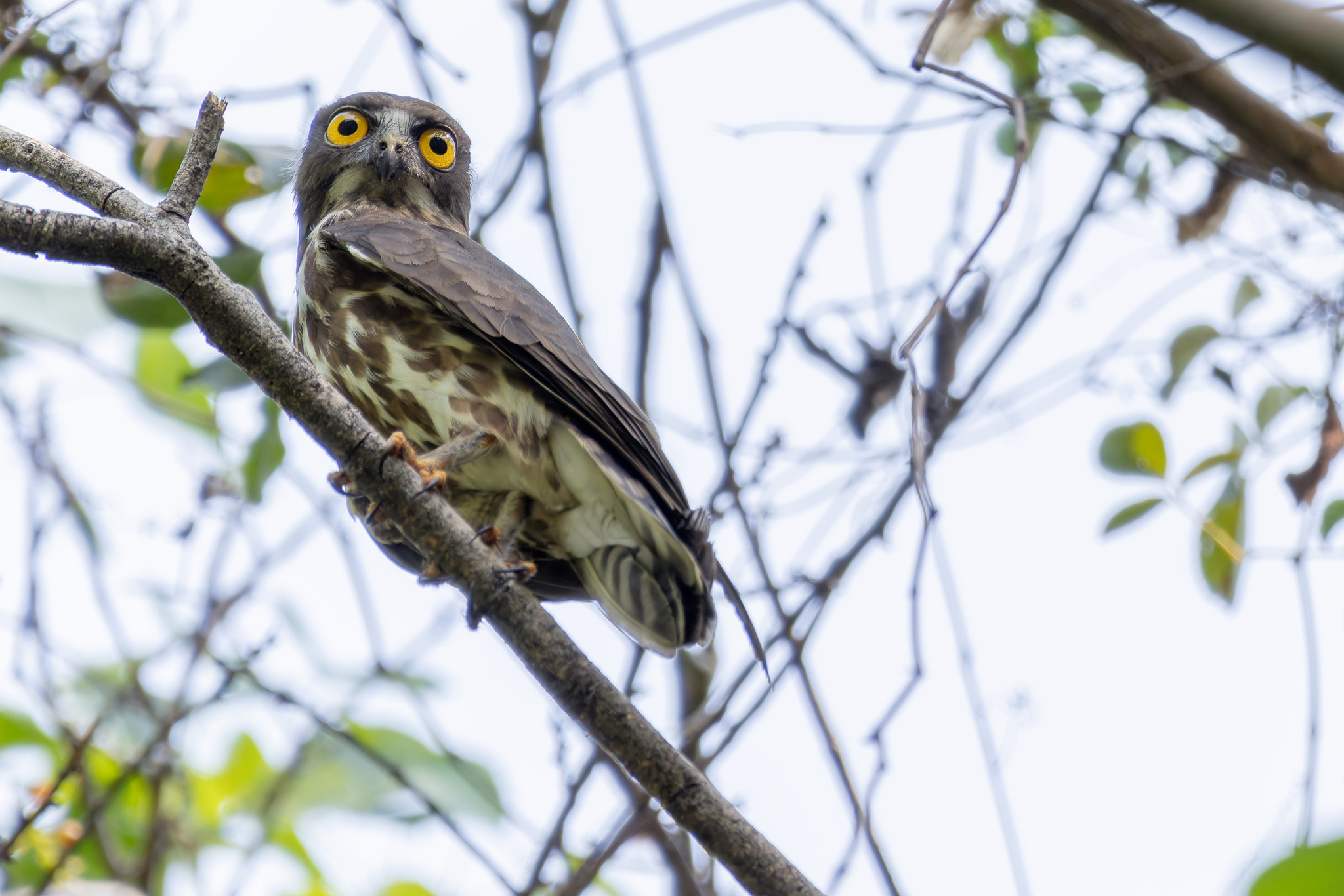

### Läten
Lätet består av upprepade serier med djupa hoanden i par som pågår under lång tid: "hoho hoho hoho...". På Ryukyuöarna är tonerna mer jämnt utspridda: "ho ho ho ho...".

## Utbredning och systematik
Nordlig spökuggla delas här in i två underarter med följande utbredning:
- Ninox japonica florensis – sydöstra Sibirien, nordöstra Kina (sydöstra Heilongjiang till Hebei) och Nordkorea; flyttar vintertid så långt söderut som till Stora och Små Sundaöarna
- Ninox japonica japonica –  östra Kina, centrala och södra Korea, Japan, Ryukyuöarna, Taiwan och ön Lanyu utanför sydöstra Taiwan; stannfågel på Taiwan och Lanyu, resten flyttar vintertid till Sydostasien söderut till Stora och Små Sundaöarna

Underarten florensis inkluderas ofta i nominatformen.. Ofta urskiljs populationen i Ryukyuöarna samt på Taiwan och Lanyu som den egna underarten totogo, men studier visar att dessa står nära japonica. Arten har tillfälligt påträffats i USA (Alaska).

### Artstatus
Tidigare fördes arten till brun spökuggla (Ninox scutulata, då även inkluderande chokladspökuggla och dunkelspökuggla), men urskiljs numera allmänt som egen art på grund av tydligt avvikande läten och något avvikande utseende.

## Levnadssätt
Den nordliga spökugglan påträffas i trädgårdar, parker och skog från låglänta områden till 1500 meters höjd. Den lever huvudsakligen av ryggradslösa djur, framför allt skalbaggar och fjärilar. På Taiwan börjar hanarna ropa i januari och februari, fåglarna bildar par i februari och mars och äggläggning sker från mitten av mars och under april.

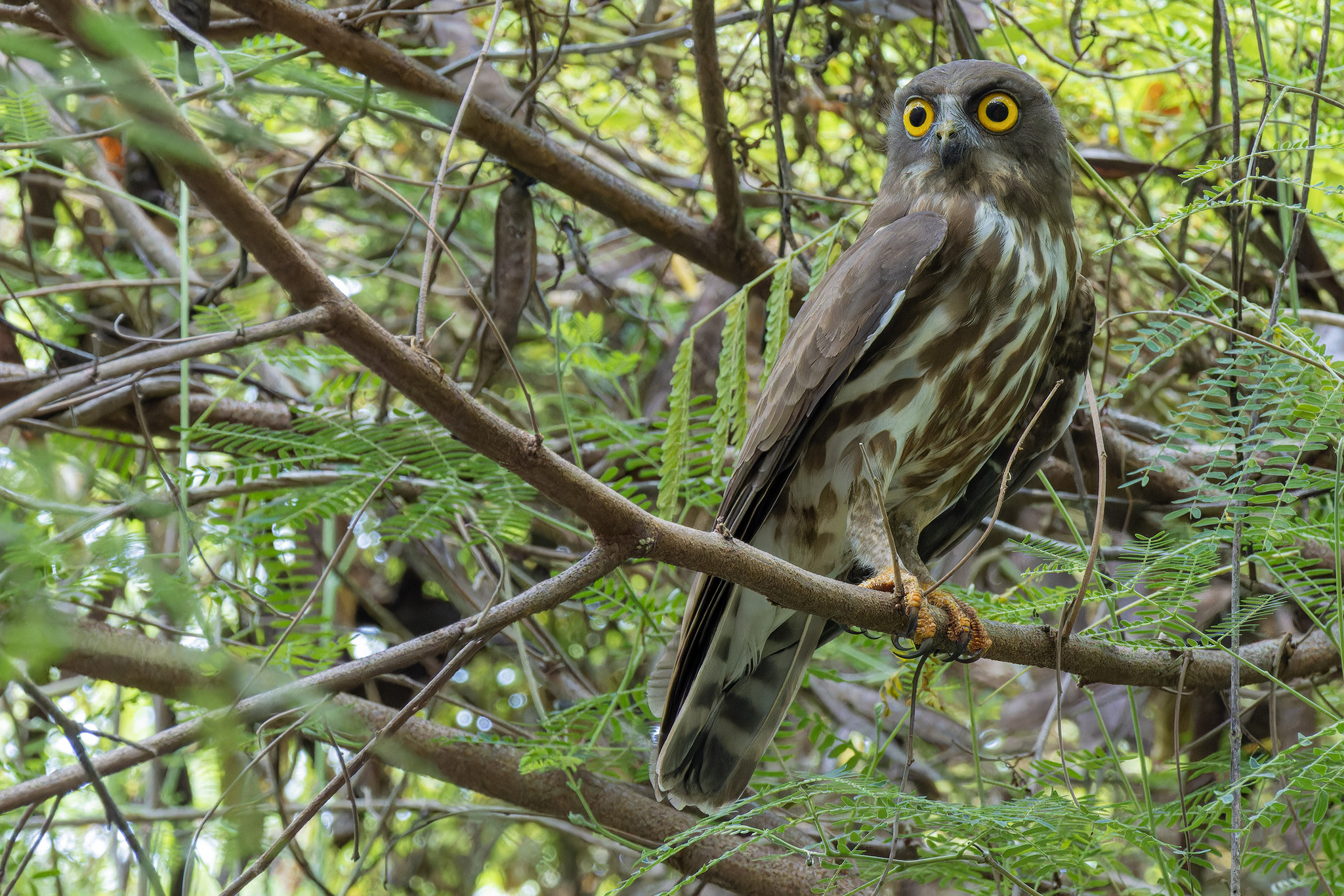

## Status och hot
Arten har ett stort utbredningsområde och en stor population med stabil utveckling och tros inte vara utsatt för något substantiellt hot. Utifrån dessa kriterier kategoriserar internationella naturvårdsunionen IUCN arten som livskraftig (LC). Världspopulationen har inte uppskattats men den beskrivs som vanlig till ovanlig.